# Edição Extra (revista em quadrinhos)
Edição Extra foi uma revista de história em quadrinhos (banda desenhada) dos estúdios Disney, publicada pela Editora Abril. Durou de 1972 a 1993, num total de 160 edições.
Cada número contava com histórias de um só personagem, na maioria das vezes (p.ex. Peninha, Pateta) ou um só tema (p. ex. Festival Disney, promocional de um espetáculo teatral da Disney exibido no Brasil). Essas revistas são conhecidas em inglês como One-shot e a intenção inicial era promover eventos ou determinados personagens Disney. Depois, o principal objetivo  passou a ser publicar material de personagens populares que não tinham títulos próprios, tais como Peninha, Pateta, Professor Pardal, Superpateta, Irmãos Metralha, Escoteiros-Mirins e Mancha Negra, dentre outros. 
A primeira publicação foi em agosto de 1972, conhecida como "Pateta Olímpico". Foi lançada em função das Olimpíadas de 1972, que ocorreu na cidade alemã de Munique. Os quadrinhos, de autoria de artistas brasileiros (exceto algumas histórias de uma página), traziam como protagonista o Pateta e foram inspirados em antiga série de desenhos animados com o personagem quando o mesmo explicava ou praticava diferentes modalidades esportivas. Acompanhando o Pateta, apareceram os principais personagens Disney da época. Intercaladas com as histórias, foram colocadas (quase 1/3 das páginas) textos jornalísticos e educacionais sobre os Jogos Olímpicos e a Olímpiada. A Edição Extra seguinte só apareceu em 1973 e trazia a estréia do Morcego Vermelho, dessa vez numa revista predominantemente de quadrinhos, igualmente produzidos por artistas brasileiros da Editora Abril.As primeira edições eram formatinho de 100 páginas em lomba quadrada. Depois, com a periodicidade diminuida e até tornada regular (bimestral e mensal), foram reduzidas para 68 páginas (brochura).
Foi a revista que teve a numeração mais confusa no Brasil. Isso porque a numeração não aparecia nas primeiras edições. Começou como Mickey Edição Extra e depois Mickey Especial até Novembro de 1974, com tiragem de 10 edições, todas de periodicidade irregular. Daí se converteu para Edição Extra do Almanaque Disney (ainda sem numeração na capa) até Janeiro de 1979 quando o número 90 (mesmo do Almanaque Disney da época) apareceu na capa . Daí todas as edições tiveram sua numeração estabelecida por contagem retroativa até que se chegasse ao número 52. Ou seja, a coleção não tem indicada nas revistas os primeiros 51 números.
Este título foi suspenso por 10 meses entre os números 165 e 166 e cancelado em definitivo no número 211.
A periodicidade era extremamente irregular, mas entre os números 65-79 e 166-211 ela foi bimestral. E chegou a ser mensal entre os números 80 e 165.